# شهرداری بوکان
شهرداری بوکان یک سازمان همگانی غیردولتی است که در سال ۱۳۲۷ خورشیدی بنیان نهاده شد و مدیریت شهر بوکان را بر عهده دارد.
مسئولیت مدیریت این سازمان با شهردار بوکان است که پیش از این با حکم وزیر کشور ایران منصوب می‌گردید اما اکنون از طریق رای‌گیری در شورای شهر بوکان انتخاب می‌شود و به وزارت کشور معرفی می‌گردد و وزارت کشور با بررسی صلاحیت منتخب شورا حکم شهرداری را صادر می‌کند.
شهرداری بوکان شامل ۳ ناحیه شهری است که مدیریت آن به عهده شهردار است.

## تاریخچه
اولین شهردار رسمی این شهر سیدعبدالله کاظمی مکری بود. در بدو تأسیس، جمعیت شهر به ۵٫۰۰۰ نفر می‌رسید در حالی که تا قبل از این تاریخ، بوکان را تنها یک قصبه بزرگ می‌نامیدند. ساختمان آن زمان شهرداری بوکان، ساختمان فعلی بانک صادرات در خیابان انقلاب این شهر بود. درجه شهرداری‌های کشور در طیفی از ۱ تا ۱۲ قرار می‌گیرد و بالاترین درجه (۱۲) به شهرداری شهرهای بزرگ تعلق دارد.

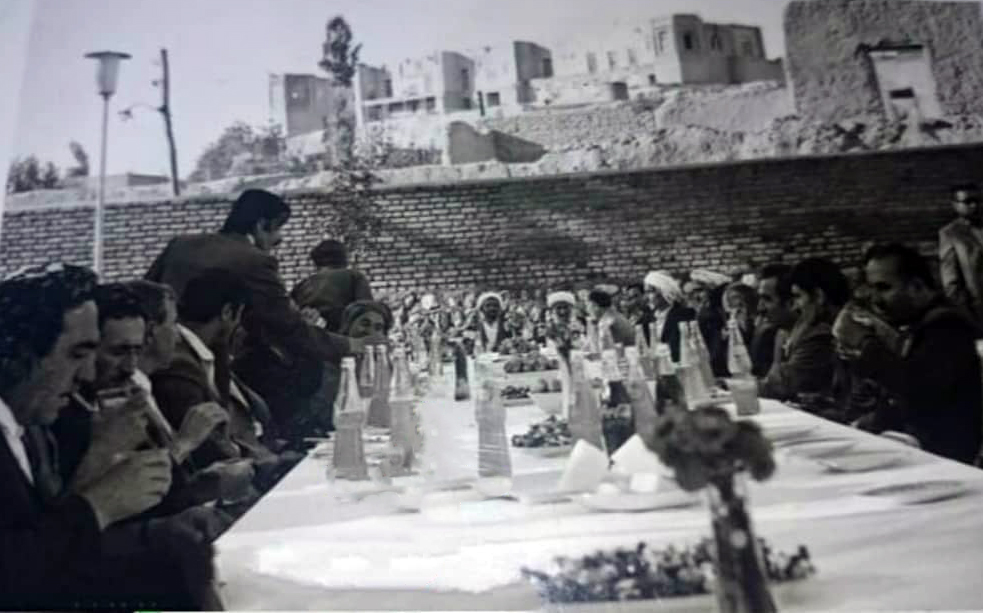
نگارهٔ قدیمی از داخل ساختمان شهرداری بوکان. ۱۳۲۷ شمسی

شهرداری بوکان در درجهٔ ۱۰ شهرداری‌های کشور قرار دارد که این درجه باتوجه به سه شاخص درآمد مستمر و خالص شهرداری، جمعیت شهر و موقعیت شهر از لحاظ تقسیمات کشوری به شهرداری‌ها تعلق می‌گیرد.

## بودجه شهرداری
بودجهٔ شهرداری بوکان در سال ۱۴۰۱ حدود ۱۸۲ میلیارد تومان اعلام شده که از این رقم ۱۰۱ میلیارد تومان از بودجه پیش‌بینی شده صرف هزینه‌های جاری، ۸۰ میلیارد آن برای طرح‌های عمرانی اختصاص داده شده است. فهرست طرح‌ها و پروژه‌های در دست‌اقدام شهرداری بوکان از این قرار است: در سال ۱۴۰۲ بودجه شهرداری بوکان، ۴۳۷ میلیارد تومان اعلام شد.
- ساخت و احداث پارک جنگلی نالشکینه
- احداث ساختمان شهرداری بوکان
- احداث ترمینال بزرگ و جامع بوکان
- ساخت و احداث دو دهنه تقاطع غیر همسطح بر روی سیمینه رود
- ساخت یک مجتمع تجاری - خدماتی
- ساخت مجتمع‌های بزرگ مسکونی شهرداری
- احداث ادامهٔ بلوار چهل متری ساحلی به طرف میدان فلسطین
- احداث استخر و آبرسانی و لوله گذاری در نالشکینه
- ادامهٔ عملیات ساخت و احداث پارک ورودی شهرک فرهنگیان
- آغاز عملیات احداث پارک در منطقهٔ دارهه‌رمه (خیابان امید)

## مناطق شهرداری
در طی دهه‌های ۷۰ و ۸۰ خورشیدی شمار قابل توجه‌ای محلّه و شهرک در محدوده شهر ساخته شد. برخی از این محله‌ها همان روستاهای پیشین‌اند که گسترش داده شده‌اند. شهر بوکان در حالت فعلی به سه ناحیه از سوی شهرداری تقسیم‌بندی شده است.

## ساختار سازمانی
- معاونت خدمات شهری
- معاونت شهرسازی
- معاونت عمرانی
- معاونت مالی
- سازمان آتش‌نشانی
- سازمان زیباسازی
- سازمان حمل و نقل
- سازمان اتوبوسرانی
- سازمان مشاغل شهری